# Анафема на гетьмана Івана Мазепу
Ана́фема на гетьмана Івана Мазе́пу, або анатема на гетьмана Івана Мазепу — акт відлучення від Православної російської церкви гетьмана Війська Запорозького Івана Мазепи. Накладена 12 листопада 1708 року за наказом російського царя Петра І, у зв'язку з переходом гетьмана на бік шведського короля Карла XII в ході Великої Північної війни. Питання відповідності анафеми церковним канонам є дискусійним. В українській історіографії та пресі розглядається як один з етапів боротьби російського царату з українською державністю. Ряд українських громадських діячів і церковних організацій розглядають цю анафему як політичний акт і вимагають від РПЦ її офіційного скасування. У відповідь на такі вимоги голова Відділу зовнішніх церковних зв'язків Української православної церкви Московського Патріархату архімандрит Кирил (Гундяєв) 30 квітня 2009 року заявив, що в РПЦ створена відповідна комісія, і вона розгляне це питання, коли навколо нього вщухнуть політичні суперечки.
Українські церкви — Українська православна церква Київського патріархату, Українська автокефальна православна церква, Українська православна церква Канади, Українська греко-католицька церква не визнають цю анафему і продовжують служити молебні за упокій душі Мазепи.
У вересні 2018 року Вселенський патріарх і синод Константинопольської церкви зробили заяву, що вони ніколи не визнавали дійсною анафему на Івана Мазепу, тому що вона була накладена суто з політичних мотивів..

## Богослужбові тексти РПЦ
В Російській ПЦ мінеї на 27 червня (10 липня) існує «Служба благода́рственная Бо́гу, в Тро́ице Свято́й сла́вимому, о вели́кой, Бо́гом дарова́нной побе́де над све́йским короле́м Каро́лом вторы́м на́десять и во́инством его, соде́янной под Полта́вою в ле́то от воплоще́ния Госпо́дня 1709, ме́сяца ию́ня в 27-й день». Ця служба служиться щороку. В ній зокрема негативно називається Мазепа.
|  | О, крайнього шаленства і злоби! / Знайшовся нині той хто наслідує зло попереднього Іуди, / обравши собі другу Юду, раб і лестивий, / виявився син погибельний, вдачею - диявол, а не людина, / триклятий відступник Мазепа, / що залишив країну православну, / і пристав до супостата, радячись віддати зло за добро, / за благодіяння - злодійство, за милість - ненависть, / Бог же віддав другому, як і першому Іуді, по справах їх. Оригінальний текст (англ.) О, кра́йняго неи́стовства и зло́бы!/ Обре́теся ны́не после́дующий зле предыду́щему Иу́де,/ обре́теся вторы́й Иу́да, раб и льстец,/ обре́теся сын поги́бельный, диа́вол нра́вом, а не челове́к,/ трекля́тый отсту́пник Мазе́па,/ и́же оста́вив страну́ правосла́вную,/ и прилепи́ся к супоста́ту, совеща́я возда́ти зла́я за блага́я,/ за благодея́ние — злоде́йство, за ми́лость — не́нависть,/ Бог же воздаде́ второ́му, я́коже и пе́рвому Иу́де, по дело́м их. |

|  | Не стави ти подібним до купця, / який шукає доброго бісеру, невдячний і лукавий рабе, / але шаленому Іуді, що шукає згуби / і тому що захотів продати дорогоцінний бісер - Христа, / і всіх благ, яких лишився, купив невимовне зло. / Йому уподібнився ти, юродивий , це наслідував ти, невдячний, / цьому пішов ти, лестивий Мазепо, / тому і добра позбавлений, рівно як і зло отримав ти/ і до нього перейшов ти на місце своє. Оригінальний текст (англ.) Не уподо́бился еси́ челове́ку купцу́,/ и́щущему до́брыя би́серы, неблагода́рный и лука́вый ра́бе,/ но неи́стовому Иу́де, и́щущему па́губы/ и взыска́вшему преда́ти многоце́нный би́сер — Христа́,/ и благи́ми все́ми, и́хже лиши́ся, купи́ неизглаго́ланная зла́я./ Сему́ уподо́бился еси́, юро́де, сему́ подража́л еси́, неблагода́рне,/ сему́ после́довал еси́, ле́стче Мазе́по,/ те́мже и благи́х лише́н, ра́вныя зла́я стяжа́л еси́/ и к нему́ преше́л еси́ на ме́сто свое́. |

|  | Нехай хвалятся нині з вами земні Ангели, / що не пристали до диявола злого, / нехай будуть вшановані, як апостоли, /ті що не згодились з другим Іудою Мазепою, / але душі віддали за свого владику. / Звеселіться нині, відступником який ридає, / возвеселіться супостатом, що зітхає і плаче : / гідні ви є за вірність і послух / прийняти почесті і вінці Небесні. Оригінальний текст (англ.) Да восхва́лятся ны́не с ва́ми земни́и А́нгели,/ не прилепи́вшиися диа́волу крамо́льнику,/ да почту́тся, я́коже апо́столи,/ не согласи́вшиися со вторы́м Иу́дою Мазе́пою,/ но ду́ши преда́вшии за своего́ влады́ку./ Возвесели́теся ны́не, пла́чущим отсту́пником,/ взыгра́йте, стеня́щим и рыда́ющим супоста́том:/ досто́йни есте́ за ве́рность и послуша́ние/ прия́тия че́сти и венце́в Небе́сных. |

За російськими даними служба ця, була редагована священномучеником митрополитом Арсенія (Мацеєвича) але так і збереглася до тепер.

## Акт відлучення

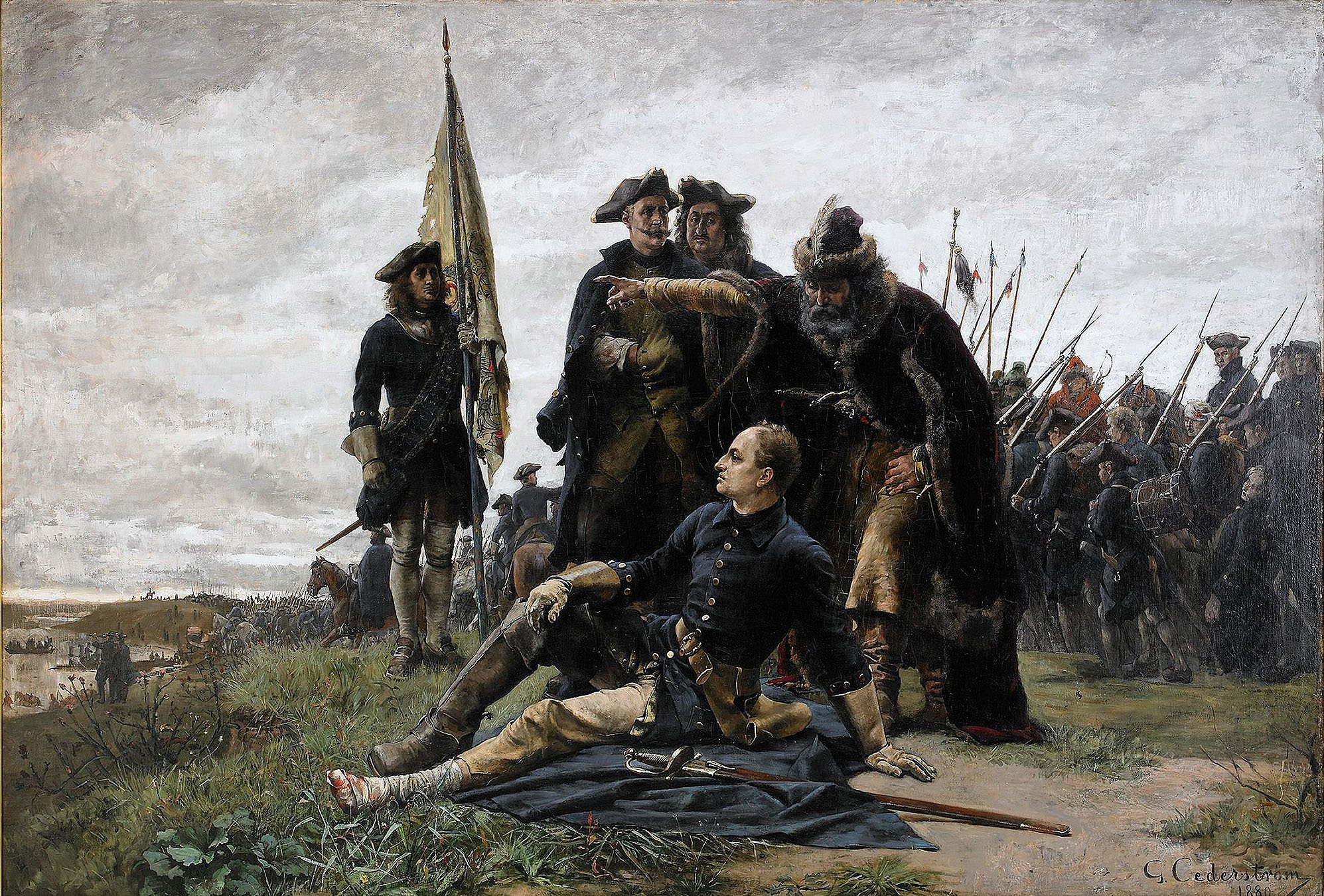
Карл XII і Мазепа на Дніпрі після Полтави

Під час Північної війни (1700—1721) гетьман Мазепа переконався в тому, що Петро І нищить основи української державності і порушує зобов'язання обороняти Україну від поляків, що являло собою основу угоди 1654 року та Коломацьких статей. Це змусило його використати умови, створені Північною війною, для розв'язання державницьких проблем іншим шляхом.
- докладніше див.: Північна війна в Україні

Іван Мазепа у своїй клятві перед найближчими прихильниками 17 вересня 1707 року так викладає свої мотиви:
|  | « Перед всеведущім' Богом протестують і на тому клянуся, що я не для приватної моєї полз, не для вишшіх гоноров, не для більшого збагачення, ні для інних якових небудь примх, але для вас всехъ, під владою та реіментом моїм зостаючіх, для жон і дітей вашіх, для общаго добра матки моєї вітчизни бідної України, всього війська запорізького і народу малороссійскаго, і для подвишеня і розширеня маю рацію і вольностей войскових, хочу тое за допомогою Боже надходити, чтоб ви, зъ дружинами та дітьми, і вітчизна съ військом запорожскім як від Московської, так і шведської сторони не загинули. А якщо бим якіх небудь моїх приватних примх тое дерзал чініть, побій мене, Боже, в Трійцю Святий єдіний і невинна страсть Христова, на душі і на тілі». |

Український гетьман припинив вважати себе зобов'язаним зберігати вірність цареві і 7 листопада (28 жовтня) 1708 року, коли Карл XII, який ішов на Москву та був змушений звернути в Україну, Мазепа, в надії запобігти спустошенню свого краю і здобути незалежність України, перейшов на бік шведів. За ним пішло близько 3 тис. козаків і провідних членів старшини, а також Військо Запорозьке.
Намагаючись помститися гетьману Мазепі, всупереч церковним канонам та залякуючи священиків, московський цар Петро І дає наказ накласти на гетьмана анафему. Проповідь на прокляття Івана Мазепи проголосив протопоп Новгород-Сіверський Афанасій Заруцький, який згодом отримав за це землі сподвижника гетьмана Мазепи — Івана Бистрицького. Анафема була здійснена Російською православною церквою в Троїцькій церкві (нині не існує) міста Глухова (Сумщина).
Микола Костомаров припускає, що обряд анафемствування був написаний самим царем Петром. Анафема накладалася в присутності Київського митрополита Йоасафа (Кроковського), Чернігівського архієпископа Іоанна Максимовича (канонізований 1916 року) і Переяславського єпископа Захарія Корниловича.
За відомостями Лизогубівського літопису, напередодні приїзду ієрархів церкви були проведені страти церковнослужителів, голови яких були вивішені в Глухові на площі. 31 жовтня 1708 року Петро І написав листа місцеблюстителю патріаршого престолу в Москві, Стефану Яворському, з наказом щодо Мазепи: «Того раді дозвольте онаго, за таку його справу, публічно в соборній церкві прокляття накласти».
Історія Русів, розповідаючи про накладення цієї анафеми, пише, що це було видовище, раніше не відоме в Україні-Русі:
|  | Священики й ченці, яких зібрали з усіх кінців, були одягнені в ряси чорного кольору, тримали в руках довгі свічки з воску, обмазані сажею. Співаючи псалми, вони оточили опудало, а потім, обертаючи на опудало чорні свічі, стали викрикувати разом з дяками і понамарями: «Хай буде Мазепа проклятий». Потім архієрей вдарив опудало палицею в груди і крикнув: «На зрадника і відступника Івана Мазепу — анафема». Потім опудало з криками потягли з церкви, а за ним ішли священнослужителі, співаючи: «Днесьюда залишає вчителя, приймає диявола». |

## Оцінки

### Аргументація накладення анафеми та питання канонічності
На думку секретаря Одеської єпархії УПЦ Московського патріархату, члена Синодальної Богословської комісії протоєрея Андрія Новикова підставами для накладення анафеми на гетьмана Мазепу були:
- Порушення клятви на хресті і Євангелії, даної московському царю; «Новий зрадник, якого кличуть Івашка Мазепа, колишній гетьман Український … зламав віру і вірність на хресне цілування обіцяну і затверджену»[14]
- Складення присяги шведському королю Карлу XII, допуск на українські землі шведів, винних у «руйнуванні храмів і оскверненні святинь»;
- Спроба повалити існуючий державний лад Московії.
- Зрадник православної держави: «Новий зрадник, якого зкличуть Івашка Мазепа, колишній гетьман Український … прихильний ворогові Божу і святих Його, проклятому єретику) королю шведцкому Карлу ХІІ, впровадив його в малоросійську землю і він Церкви Божі і місця святі осквернив і розорив»[14]

Анафема — це вище церковне покарання за тяжкі гріхи, перш за все за зраду Православ'ю і ухилення в єресь або розкол, і соборно проголошуване. У Православ'ї церковна анафема являє собою соборно проголошуване відлучення особи, думки і дії якої загрожують чистоті віровчення і єдності Церкви, «лікарський» акт ізоляції від спільноти віруючих, акт виховний — як щодо анафематствованого, так і щодо спільноти вірних.
Анафему застосовують після неодноразових марних спроб викликати, у вчинившого злочин, покаяння, і така дія має за мету наступне повернення засудженого до церковного спілкування, а, отже, спрямована на його порятунок. Оскільки анафема є вищим церковним покаранням, її використання у позацерковних (зокрема, політичних) цілях не є канонічним.
При накладення анафеми на гетьмана Мазепу були порушені основні церковні канони:
- Анафема накладена не за церковними, а політичними мотивами;
- Анафема накладена без соборного рішення православної церкви;
- Анафема накладена не за рішенням церкви, а за наказом царя (Петра І).

У зв'язку із цим жодна церква, крім РПЦ, не визнала цю анафему, а в ПЦУ, натомість, служать молебни за гетьмана Івана Мазепу і упокій його душі.
Патріарх Київський і всієї Руси-України Володимир на Всеукраїнському Православному Соборі УАПЦ 1990 року висловив точку зору Священного Синоду про анафему на гетьмана Мазепу:
|  | «Анафема на Мазепу була цілком антиканонічним і антиєвангельським актом. Гетьман Іван Мазепа не мав з Церквою жодного конфлікту». |

Патріарх Київський і всієї України-Руси Філарет, характеризуючи анафему на гетьмана Мазепу як неканонічну, говорить:
|  | «Для того, щоб зрозуміти різницю між анафемами, які накладали батьки Вселенських соборів, з анафемствованням Івана Мазепи Російською Православною церквою, потрібно прочитати цю анафему. Ця анафема дихає гнівом, а не скорботою; ненавистю, а не любов'ю. З тексту анафеми видно, що вина Івана Мазепи полягає в тому, що він відмовився від Російського царя заради любові до свого народу, а не тому, що впав у єресь. А різниця тут суттєва … » |

### Офіційна позиція Вселенського патріархату з приводу канонічності анафеми
«Не дивлячись на накладення Російською Церквою на гетьмана Мазепу неканонічної анафеми, представники Вселенського патріархату її не визнавали, адже вона була накладена з політичних мотивів, як засіб політично-ідеологічних репресій і не мала жодних віросповідних, богословських чи канонічних причин», — сказав архієпископ Йов (Геча). Він пояснив, що після першого зруйнування російськими військами Запорозької Січі в 1709 році українське козацтво, яке перейшло під протекторат кримського хана, повернулось під юрисдикцію Константинопольського патріархату, і Іван Мазепа разом із Пилипом Орликом були одними з перших, хто це зробив. «На еміграції в м. Бендери Іван Мазепа вільно сповідався у православних священиків Вселенського патріархату. Саме вони напутствували його на смертному одрі і відпустили від гріхів, а потім і відспівували. Його тіло було покладене в православній церкві містечка Варниці, яка перебувала у юрисдикції Вселенського патріархату, а згодом його перепоховали у місті Галац на Дунаї, де в центральному соборі Свято-Георгієвського монастиря місцевий митрополит відслужив заупокійну службу за спочилим гетьманом. Цей митрополит був ієрархом Вселенського патріархату. Отже, можемо говорити, що Іван Мазепа помер як вірний Матері-Церкви, Вселенського патріархату!», — наголосив архієпископ Йов (Геча).

### Особисті оцінки
Послання до братів і сестер від митрополита Іларіона та інших єпископів звучало так:
|  | «Боголюбиві брати і сестри! Сьогоднішній день — трагічний день українського народу! В сьогоднішній день, більш як 200 років тому, була перемога під Полтавою — перемога Петра над Іваном. Великий гетьман Іван Мазепа в церквах, які він сам будував на Україні, — в цих церквах його москалі проклинали протягом більш як 200 років як зрадника! Гетьмана Івана Мазепу, як зрадника, віддала Москва до анатеми. Хто ж з них був зрадником? Чи той, хто захищав свій народ від ворога, чи той, хто йшов нищити цей народ? Ні, брати, Іван Мазепа не був зрадником українського народу, а зрадником був той, хто мимо волі нашого народу! Петра не віддавали до анатеми, бо сила була на його боці, як переможця! Щастя України і її незалежність ще не збудовані і багато ще прийдеться нам, брати, боротись за це! Будьмо ж вірними синами своєї матері України! Даваймо боротись доти, аж поки не будуть осягнені мрії нашого великого Івана! Знаючи скільки наших полягло під Полтавою, знаючи про те, як тяжко було Іванові Мазепі бачити руйнування свого рідного народу, ми не можемо не сказати: «Зі святими упокій!». Підписав цей текст «смиренний Іларіон, митрополит Вінніпегу і всієї Канади та інші єпископи цієї церкви». |

Гетьман Павло Скоропадський, у своїх спогадах описує ставлення до Івана Мазепи в Україні:
|  | «Висів між гетьманами портрет Мазепи, такий ненависний всякому росіянину, в будинку йому не поклонялися, як це роблять тепер українці, вбачаючи в ньому символ української самостійності, а мовчки ставилися з симпатіями, причому тільки обурювались, що досі в соборах Великим постом Мазепі проголошували анафему, і сміялися над нелогічністю, що в Києві одночасно в Софійському соборі оголошують Мазепу анафему, а в Михайлівському монастирі за нього, як творця храму, підносять молитви за упокій душі» |

Не здобула анафема впливу і на українську інтелігенцію. Ректор Київського університету професор Михайло Максимович звертається з листом до протоєрея Петра Лебединцева — редактора «Київських єпархіальних відомостей»:
|  | «Хотілося сказати, що можна б, здається, вже зняти анафемське поминання в Києві з того, чиїх пам'яток стільки в Києві — і Лаврська кам'яна огорожа, і Нікольський собор, і Братська Богоявленська церква; хто золотив своїм коштом і верхи колишньої лаврської великої церкви, від громового удару згорілої; чиїм старанням відновлена древня єпархія Переяславська і поставлений там Вознесенський собор та ін. 157 років вже проклинали його щорічно: і якщо прокляття накладено було на нього і його однодумців, і знімалося з останніх за велінням царським, то і з нього могло б, нарешті бути зняте, по милостивій волі царській, церковним клопотанням Києва … ». 10 липня 1865 року. |

На думку Андрія Новикова «Ті хто Бажає переглянути анафему Мазепі впираються в те, що вони повинні відкрито заявити: вони вважають, що Російська Православна Церква з початку XVIII століття здійснювала неправильне, помилкове за своєю суттю богослужіння».
На думку російського історика, професора Таїрової-Яковлевої:
|  | «Церковна анафема — явище небачене в історії України — була насправді зроблена врозріз з канонами православ'я. Ніякого злочину проти церкви чи релігії Мазепа, зрозуміло, не здійснював. Проте традиція цієї анафеми свято дотримувалася Православною церквою в Російській імперії аж до 1917 року. Пам'ятаєте, як у Пушкіна: «Раз на рік анафемою донині, погрожуючи, гримить про нього собор». І хоча тепер уже в соборах нічого не проголошують, московський патріархат досі не вирішив питання зі зняттям анафеми або визнанням її неправомочною». |

## Питання про зняття анафеми

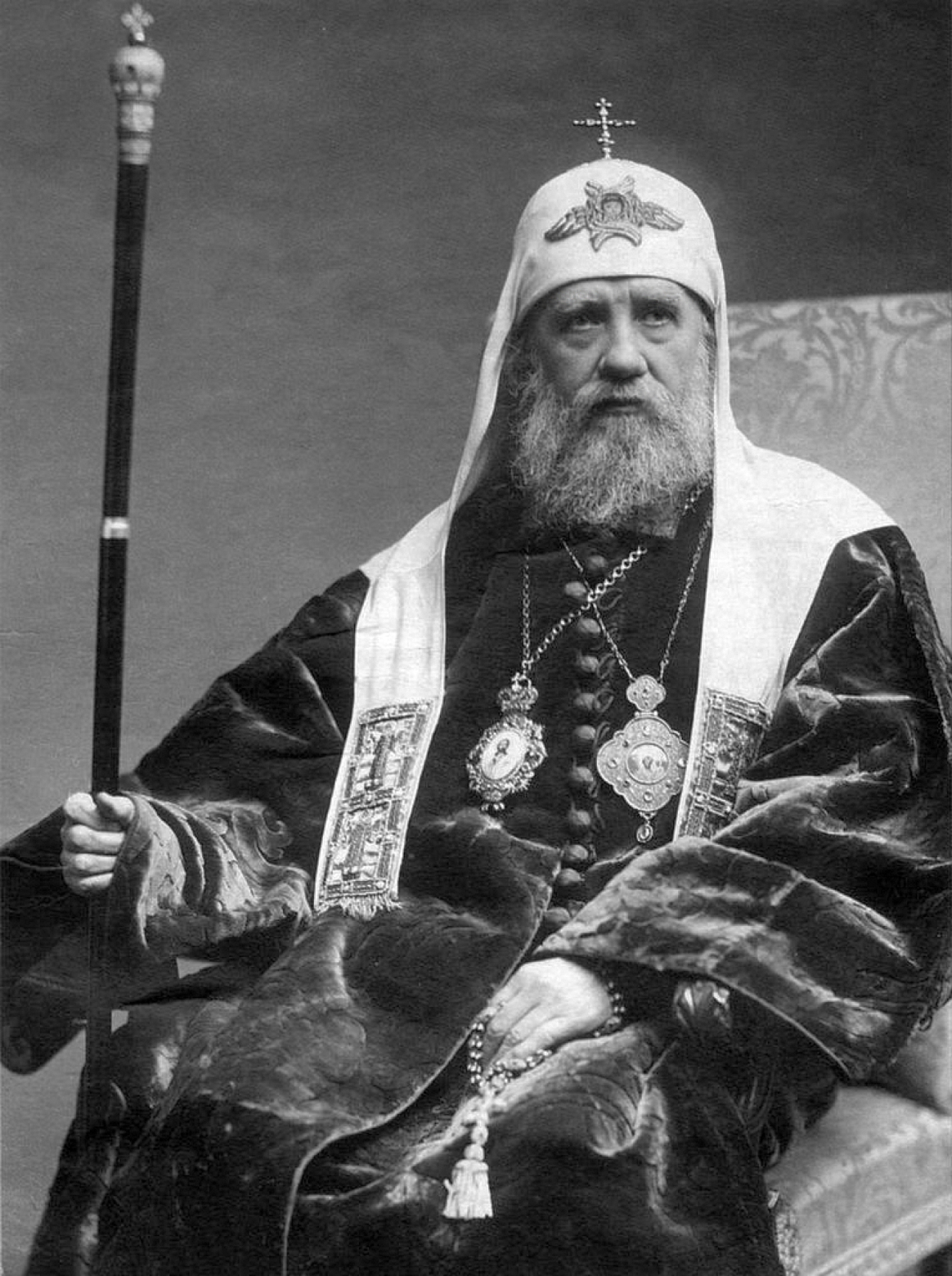
Святий Тихон, перший Патріарх Московський після відновлення патріаршества у Росії у 1917 році.

### Питання про зняття анафеми Російською Православною Церквою
На початку XXI століття влада України почала активно ініціювати розгляд питання про можливість зняття анафеми з гетьмана Мазепи Українською православною церквою (Московського патріархату). Питання про анафему було винесено на обговорення Священного Синоду УПЦ (Московського патріархату), засідання якого відбулося 14 листопада 2007 року.
Синод доручив Богословській комісії УПЦ МП та Київській духовній академії УПЦ МП вивчити питання щодо канонічних та історичних обставин відлучення від Церкви гетьмана Івана Мазепи і фактів вчинення, з благословення церковної влади, заупокійних богослужінь по ньому.
2008 року низка українських засобів масової інформації, церковних істориків і державних діячів вказували на те, що анафема гетьману була знята ще в 1918 році Патріархом Тихоном Джерело таких тверджень — біографія першоієрарха РПЦЗ Антонія (Храповицького), складена єпископом Никоном:
|  | «Наближався день Полтавської перемоги 27 червня. Самостійники звернулися до Владики з петицією, в якій, заявляючи, що вони вважають день Полтавської битви днем національного трауру, просили Владику в цей день відслужити на Софійській площі панахиду за гетьмана Івана Степановича Мазепу. Владика Антоній, який цінував Мазепу за його церковноправославну народну діяльність і не співчував Петру I за антиканонічні і антицерковні реформи в Росії, відповів, що він попередньо відправить телеграму патріарху Тихону з проханням зняти з Мазепи анафему як незаконно накладену не за єресь, а за політику. Телеграма була послана, і патріарх зняв заборону." |

У зв'язку з цим, 22 лютого 2008 року, будучи в Москві, Президент України Віктор Ющенко поцікавився у Патріарха Алексія ІІ, чи дійсно в 1918 році була знята анафема з гетьмана Мазепи. Секретар Відділу зовнішніх церковних зв'язків Московського патріархату з міжправославних відносин протоєрей Микола Балашов заявив з цього приводу:
|  | <...> У 1918 році патріарху Тихону дійсно надходило звернення з проханням розглянути питання про зняття анафеми з Мазепи, про що Святійший Патріарх повідомив на нараді єпископів у рамках Помісного Собору Російської Православної Церкви, що проходив тоді в Москві. <...> Зняття анафеми не було, що не виключає того, що це питання компетентними каноністами й істориками може бути розглянуто в майбутньому. |

8 березня 2009 року, у свято Торжества Православ'я, архієпископ Дубосарський і Тираспольський (РПЦ) Юстиніан Овчинников, здійснюючи чин Торжества Православ'я в Преображенському кафедральному соборі, з огляду на те, що 14 жовтня 2008 року в Бендерах була урочисто відкрита плита, закладена в основу пам'ятника гетьману Мазепі, проголосив анафему останньому, попри те що в Російській церкві ще в 1869 році з чину Торжества Православ'я були виключені всі імена.
30 квітня 2009 року голова Відділу зовнішніх церковних зв'язків Української православної церкви Московського Патріархату архімандрит Кирило (Говорун) заявив, що в РПЦ створена спеціальна комісія, яка розглядає питання про зняття анафеми і готова ухвалити рішення, коли вщухнуть політичні суперечки навколо гетьмана Мазепи:
|  | Ще митрополит Київський і Галицький Антоній Храповицький на початку XX століття казав, що, швидше за все, гетьман Мазепа був підданий анафемі з політичних мотивів |

### Невизнання анафеми Вселенським Православ'ям
У вересні 2018 року Вселенський патріархат після початку Надання автокефалії Українській православній церкві повідомив, що ніколи не визнавав неканонічної анафеми, яка була накладена на українського гетьмана Івана Мазепу Російською православною церквою.

## Богослужіння на честь гетьмана Мазепи

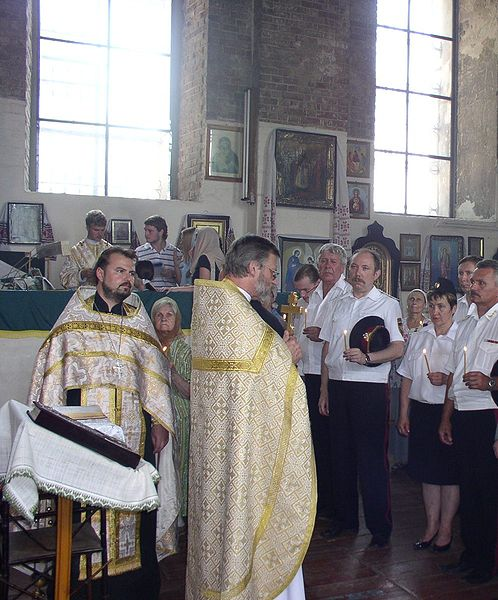
Богослужіння на честь гетьмана Мазепи в храмі Іоанна Богослова УПЦ КП, 2007 рік, Харків

Попри те, що 8 березня 2009 року архієпископ Юстиніан знову проголосив анафему Мазепі (див. вище), вже за два тижні, 20 березня, в храмі Святителя Миколи Чудотворця в селі Мазепинцях, Київським Патріархатом було проведено урочисте богослужіння на честь 370-річчя з дня народження гетьмана Мазепи. Мазепинці — родове село Івана Мазепи в Білоцерківському районі Київської області. Богослужіння провів Патріарх Київський і всієї Руси-України Філарет (УПЦ КП), за участю президента України Віктора Ющенка, народних депутатів України та громадськості.
Анафему не визнавала ні УПЦ КП ні УАПЦ ні ПЦУ, тому, молебні за гетьмана Мазепу продовжують служити і у церквах Харкова. Саме з молебню про Івана Мазепу, що відбувся в Храмі Святого Іоанна Богослова (Харків), розпочалися урочистості з нагоди 320-ї річниці від дня обрання Мазепи гетьманом України. У молебні взяли участь козацькі організації Харкова, представники громадськості і вірні УПЦ (КП).
5 липня 2009 року у Свято-Дмитрівському храмі (Харків) пройшла панахида, присвячена пам'яті гетьмана Івана Мазепи і з нагоди 300-річчя Полтавської битви. Молебень провів архієпископ Харківський і Полтавський Ігор (Ісіченко) УАПЦ (о). У молебні взяли участь керівники партії «Реформи і порядок», козацькі організації Харкова, представники громадськості та вірні УАПЦ (о).

## Доля Троїцької церкви
Після процедури накладання анафеми, досі небаченої в історії української церкви, багатьох дослідників цікавила доля Троїцької церкви. Архієпископ Філарет Гумілевський, розповідаючи про Троїцький собор після накладення в ньому анафеми на гетьмана Мазепу, писав: «Страшної потім була доля цього глухівського собору», і навів такі відомості про його подальшу долю:
- 1720 року було заплановано будівництво Троїцького кам'яного храму замість дерев'яного. Кошти виділив російський уряд. Однак після смерті Івана Скоропадського, що був наступником Мазепи[40], роботи майже припинилися.
- Тільки у 1746 році закінчили розбирання дерев'яного собору і заклали новий.
- 1748 року сталася пожежа, і майже все, що встигли побудувати, і заготовлені матеріали згоріли.
- 1759 року будівлю, нарешті, довели до покриття, але збудована дзвіниця впала, при тому зруйнувала ріг храму, а на стінах виникли тріщини.
- Будівництво відновили 1765 року, залучивши до роботи архітектора А. Квасова, але після цього він захворів і передав нагляд за будівельними роботами своєму учневі Ф. Савичу.
- 1784 року будівництво майже закінчили, але знову сталася пожежа, і в соборі згоріло все, що могло горіти.
- Лише 1805 року, тобто через 85 років від початку будівництва, спорудження храму було закінчено.

Але у ХХ столітті на долю храму випали нові нещастя. Наприкінці 30-х років собор було забрано у віруючих і занедбано. У 1962 році місцева влада знесла Троїцький храм, мотивуючи тим, що вигляд собору псує місто, і на цьому місці влаштувала сквер. При цьому поряд з Троїцькою церквою, знаходилися ще три церкви, які збереглися досі і є пам'ятками архітектури XVIII століття.